# (21656) Knuth
(21656) Knuth est un astéroïde de la ceinture principale.

## Description
(21656) Knuth est un astéroïde de la ceinture principale. Il fut découvert par Petr Pravec et Peter Kušnirák le 9 août 1999 à Ondrejov. Il présente une orbite caractérisée par un demi-grand axe de 2,71 UA, une excentricité de 0,226 et une inclinaison de 9,25° par rapport à l'écliptique.
Il fut nommé en l'honneur de l'informaticien américain Donald E. Knuth, né en 1938, inventeur des systèmes TeX et METAFONT utilisés dans le monde universitaire pour produire des textes scientifiques.

## Compléments